# Kazimierz Urbanik
Kazimierz Urbanik (ur. 5 lutego 1930 w Krzemieńcu, zm. 29 maja 2005 we Wrocławiu) – polski matematyk, rektor Uniwersytetu Wrocławskiego (1975–1981), doctor honoris causa Uniwersytetu Łódzkiego i Politechniki Wrocławskiej.

## Życiorys
Kazimierz Urbanik urodził się w Krzemieńcu gdzie rozpoczął swoją edukację w Szkole Ćwiczeń przy Liceum Krzemienieckim. Wybuch wojny przerwał jego naukę. W 1945 wraz z rodziną został przesiedlony do Brzegu. Po zdaniu tam matury w 1948 podjął studia na Uniwersytecie Wrocławskim, które ukończył w 1952 uzyskując dyplomy dwóch kierunków, matematyki i fizyki. Zatrudniony na Uniwersytecie napisał rozprawę doktorską pod kierunkiem Edwarda Marczewskiego i obronił ją w 1956. Habilitował się w 1957 i został docentem, a trzy lata później profesorem nadzwyczajnym i w 1964 profesorem zwyczajnym. W 1965 wybrany do Polskiej Akademii Nauk (na członka korespondenta; członkiem rzeczywistym został w 1973).
W latach 1967–1996 był dyrektorem Instytutu Matematycznego UWr, a od 1975 do 1981 piastował godność rektora Uniwersytetu.
Członek komitetów redakcyjnych czasopism Studia Mathematica (od 1967), Colloquium Mathematicum (od 1968), założyciel i redaktor naczelny Probability and Mathematical Statistics. Członek Rady Krajowej PRON w 1983 roku.
Zmarł 29 maja 2005 r. z powodu choroby nowotworowej. Pochowany na wrocławskim cmentarzu Świętej Rodziny we Wrocławiu.

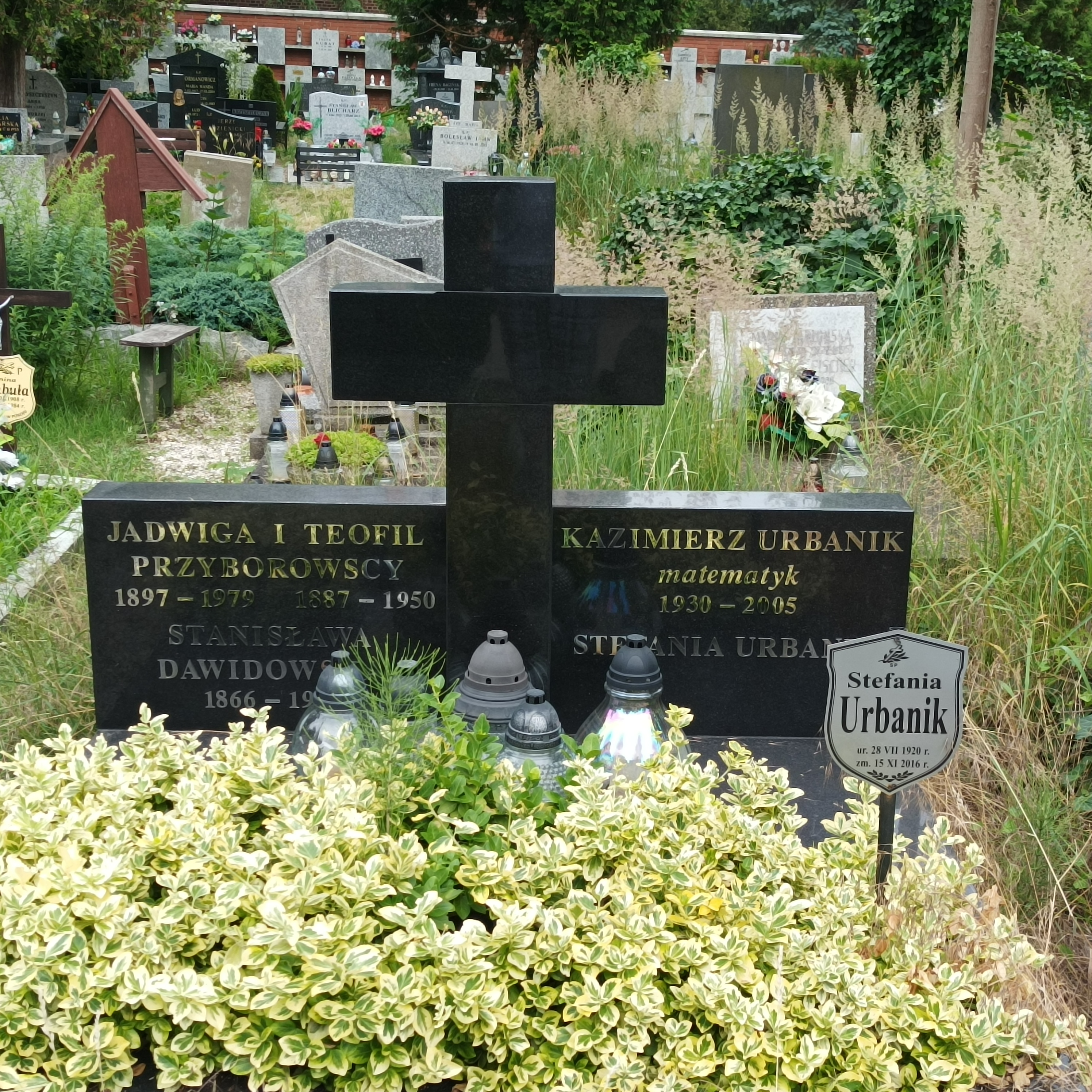
Grób prof. Kazimierza Urbanika na Cmentarzu Świętej Rodziny we Wrocławiu

## Odznaczenia i nagrody
Kazimierz Urbanik był odznaczony Orderem Sztandaru Pracy I klasy i Krzyżem Komandorskim z Gwiazdą Orderu Odrodzenia Polski oraz medalem KEN. Nagrodzono go medalami: im. Wacława Sierpińskiego (przyznanym przez Polskie Towarzystwo Matematyczne i Uniwersytet Warszawski), im. Władysława Orlicza (nadanego przez Uniwersytet Poznański) oraz im. Stefana Banacha (przyznanym przez Prezydium PAN), otrzymał też Krzyż Oficerski Orderu Leopolda II i Kawalera Orderu Palm Akademickich Akademii Francuskiej. Honorowy członek PTM.

## Dorobek naukowy i dydaktyczny
Pierwszą publikację naukową Urbanik napisał wspólnie z Bronisławem Knasterem (dotyczyła ona zerowymiarowych zbiorów typu Gδ). Później zajmował się on problemami pochodzącymi z różnych dziedzin matematyki, ale jego zainteresowania naukowe były skoncentrowane wokół teorii prawdopodobieństwa. Uzyskał szereg ważnych wyników w teorii procesów stochastycznych, teorii informacji, fizyce teoretycznej, algebrze uniwersalnej, topologii i teorii miary. Opublikował około 180 prac naukowych.
Urbanik był promotorem 17 rozpraw doktorskich, w tym prac Emanuela Strzeleckiego, Wojbora Woyczyńskiego, Zbigniewa Jurka, Teresy Rajby, Bogdana Mincera i Andrzeja Wiśniewskiego.